# تش (مجارستان)
تِش (به مجاری:  Tés) یک سکونتگاه مسکونی در مجارستان است که در وسپرم واقع شده‌است.